# Distanzschraube

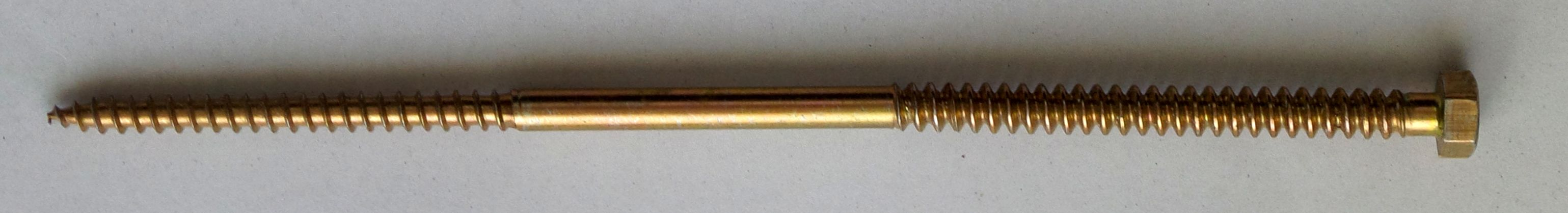
Distanzschraube, etwa 230 mm lang,
wegen des Schraubenkopfes eingebaut vorstehend

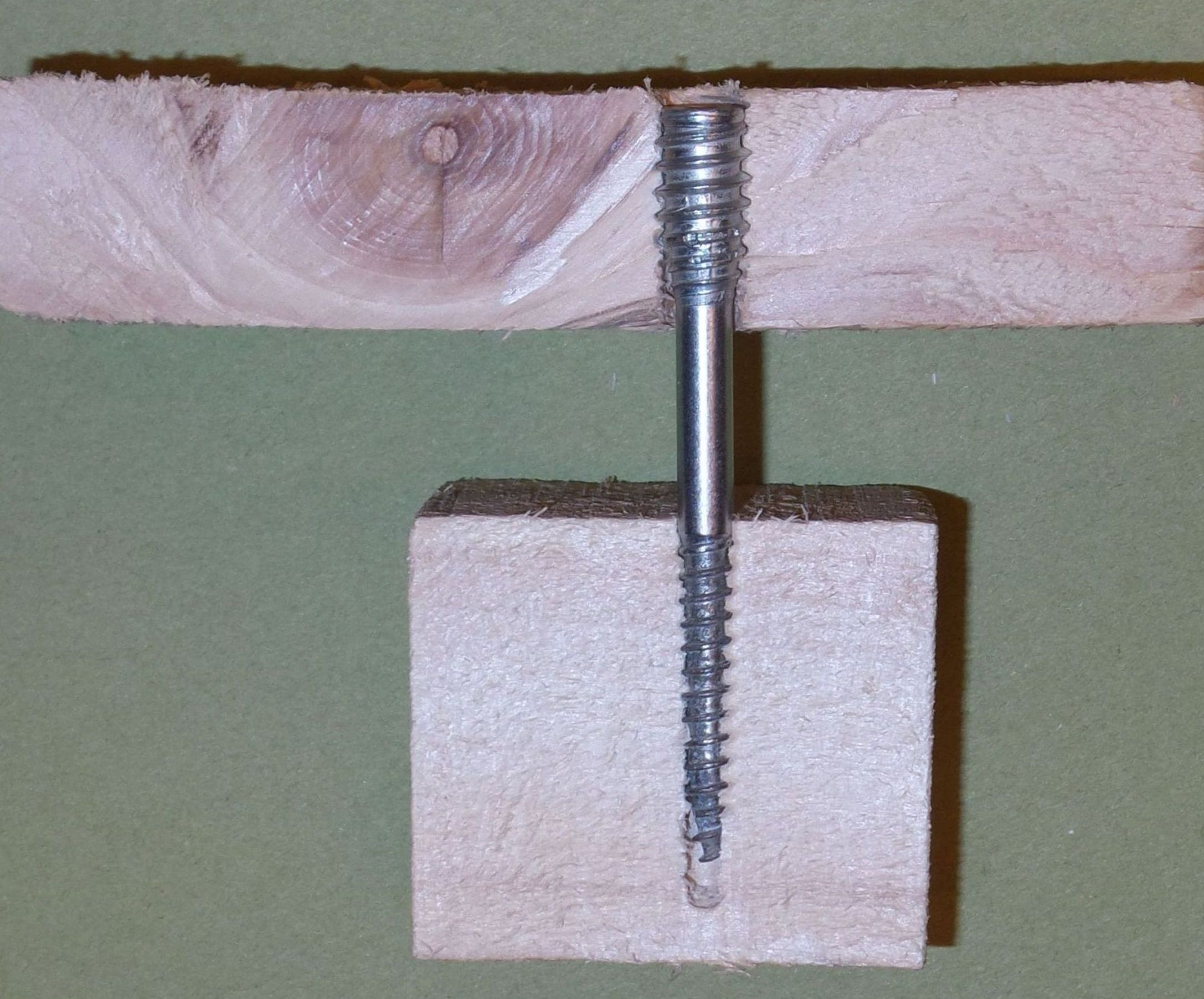
Verbindung zweier Hölzer mit Distanzschraube, Schrauben-Durchmesser 6 und 10 mm

Die Distanzschraube ist eine im Trockenbau verwendete Befestigungsschraube. Es handelt sich um eine mit zwei hintereinander angeordneten Gewinden versehene Holzschraube.
Beide Gewinde haben verschiedene Durchmesser, aber die gleiche Steigung. Die Distanz zwischen den beiden Gewinden erlaubt es, zwei Teile mit gegenseitigem Abstand (Distanz) miteinander zu verbinden, ohne dass eine zusätzliche Distanzhülse dazwischen gesetzt werden muss. Mit solchen Schrauben werden z. B. die Holzlatten einer hinterlüfteten Raumverkleidung (Täfer, Gipskarton-Platten o. ä.) mit Abstand in der Wand befestigt. Das äußere Gewinde hat den größeren Durchmesser, damit der innere Teil der Schraube (oft mit bereits aufgesetztem Dübel) durch ein Loch in der Latte gesteckt werden kann. Beim Drehen der i. R. kopflosen Schraube (mit Innensechskant ö. ä. versehen) dreht sich das innere Gewinde in den Dübel in der Wand und das äußere Gewinde in die Latte. Deren Abstand wird mit einem temporär dazwischen gehaltenen Element (z. B. ein Stück Dachlatte) garantiert. Das äußere Gewinde kann somit nicht als Schraubenkopf wirken und die Latte vor sich herschieben, sondern muss sich in sie einschneiden.